# Като, Диомед
Диомед Като (ит./поль. Diomedes Cato) (1560/1565 — после 1619) — композитор и лютнист итальянского происхождения, почти всю жизнь жил и работал в Речи Посполитой. Известен своей инструментальной музыкой в смешанном стиле переходного периода между эпохами Возрождения и Барокко, объединившей итальянские традиции с польским фольклорным материалом.

## Биография
Диомед Като родился неподалёку от города Тревизо между 1560 и 1565 в семье учителя. Около 1565 его протестантская семья, спасаясь от инквизиции, уехала из Италии и нашла убежище в Польше. Като, который покинул Италию в раннем детстве, получил все своё музыкальное образование в Кракове, где поселилась его семья. Первым местом его работы была должность лютниста при дворе короля Шведского и Польского Сигизмунда III, где он проработал с 1588 по 1593. В 1591 он написал музыку для свадьбы в семействе Костки, возможно, они были его покровителями, так как после смерти Станислава Костки в 1602 ему досталось значительное наследство.
В 1593—1594 Като сопровождал короля Сигизмунда в Швецию, где приобрел широкую известность как лютнист и композитор (в 1600-х он был самым известным композитором итальянского происхождения в Швеции). Часть его произведений, включая несколько польских танцев, сохранилась только в шведских источниках. Последнее упоминание о его жизни датируется 1619, есть упоминание о его игре на лютне в том году.

## Творчество
Диомед Като сочинял духовную и светскую музыку, вокальную и инструментальную. Самую большую известность приобрели его работы для лютни, всего насколько десятков произведений разных форм и стилей, включая «польский танец» (chorea polonica), фантазии, гальярды, прелюдии и другие. Стилистически они охватывают полный спектр возможностей лютни. Польские танцы основываются на национальном фольклоре. Некоторые черты стиля раннего Барокко хорошо видны в его музыке: это использование коротких мотивов, которые повторяются и объединяются в длинные секции, а также использование связующих эпизодических элементов внутри основной тематической линии. С другой стороны, часть его музыки для лютни использует устаревшие имитационные вокальные линии, в стиле середины 16-го века. Его инструментальная музыка также включает пьесы для ансамбля виол и пьесы для клавишных инструментов.
Вокальные работы Като включают собрание польских духовных песен, выпущенных в сборниках «Латинские ритмы, удивительно искусные» для четырёх голосов и лютни и «Песнь о Святом Станиславе» для четырёх голосов. Сохранился также один пятиголосный итальянский мадригал Tirsi morir volea авторства Като.